# الفبای حنیفی روهینگیا
الفبای حنیفی، یکی از سه الفبای مورد استفاده برای نوشتن زبان روهینگیا می‌باشد. دو الفبای دیگر، عربی و لاتین می‌باشد.
قدیمی‌ترین الفبای مورد استفاده برای نوشتن روهینگیا، الفبای عربی است. از قرن ۱۹ به این‌سو، با اقتباس از الفبای فارسی و الفبای اردو، الفبای عربی برای نوشتن زبان روهینگیا به‌کار گرفته شد. اما این الفبا کوتاهی‌های خودش را نیز داشت و مناسب زبان روهینگیا که واکه‌ها و سیستم نواخت‌‌های پیچیده‌تری نسبت به فارسی و اردو داشت، نبود. این کوتاهی‌ها مورد توجه روهینگیا زبانان قرار گرفت. در نتیجه در سال ۱۹۷۵ میلادی با درخواست بزرگان جامعه، الفبای عربی استانداردسازی شده و با نوآوری‌هایی، مناسب زبان روهینگیا شد. امروزه الفبای عربی روهینگیا، یکی از الفباهای مورد استفادهٔ روهینگیا می‌باشد.
اما در دههٔ ۱۹۸۰ زبان‌شناس و معلم اسلامی به نام «محمد حنیف»، به جای امید داشتن به پروسهٔ استانداردسازی الفبای عربی، تصمیم به ساخت الفبای نوینی برای زبان روهینگیا گرفت. این الفبا با الهام از خط عربی ولی با حروف هم‌خوان؛ واژه جدید برای نوشتن زبان روهینگیا ساخته شد. این الفبا، مزیت بومی بودن به مردم روهینگیا را نیز می‌دهد و با ابتکارات مشابه برای ساخت الفبای نوین برای زبان‌هایی چون ماندینگ در غرب آفریقا مقایسه شده ‌است. امروزه، این الفبا پرکاربردترین الفبای زبان روهینگیا می‌باشد.
«محمد حنیف»، با الهام از الفبای عربی، اما با نظر شخصی که الفبای عربی مناسب زبان روهینگیا نیست، الفبای نوینی را برای این زبان در سال ۱۹۸۰ میلادی اختراع کرد. مانند الفبای عربی، الفبای حنیفی از راست به چپ نوشته می‌شود، حرفی بدون صدا، مشابه «الف» یا «همزه» در الفبای حنیفی نقش ایفا می‌کند و حروف حنیفی در هر واژه، به هم چسبیده نوشته می‌شوند. اشکال بسیاری از حروف حَنیفی، شبیه معادل عربی آن‌هاست، مانند حرف «𐴇» (معادل «ح» و «ه») و حرف «𐴉» (معادل «ف»). اما بسیاری دیگر از حروف، نو بوده و شبیه شکل معادل عربی خود نیستند. علاوه بر آن، در این الفبا، پدیدهٔ حروف هم‌آوا (یعنی حروف متفاوت که صدایی مثل هم می‌دهند، مثل «ذ» و «ظ») حذف شده و هر صدا فقط با یک حرف نشان داده شده‌است. علاوه بر آن، حرکات واژه‌ای به‌طور کل حذف شده‌اند. برای هر واژه، حرفی خاص در نظر گرفته شده‌ است. در الفبای حنیفی، نواخت‌ها با ۳ «علامت نواخت» نشان داده می‌شوند. این علامت‌ها بر روی واژه‌ها قرار می‌گیرند. مانند عربی، در الفبای حنیفی علامت تشدید نیز وجود دارد.

## الفبا
در این الفبا، مانند عربی، حرف «الف» و حروف واکه از هم مجزا هستند. واکه‌ها فقط و فقط باید بعد از همخوان بیایند.

### همخوان‌ها
| حرف | میانی | پایانی | نام         | معادل لاتین | معادل عربی | آوانگاری | یونی‌کد  |
| --- | ----- | ------ | ----------- | ----------- | ---------- | -------- | ------- |
| 𐴀   | ـ𐴀ـ   | 𐴀      | A           | -           | ا، ع       | /ɔ/, /ʔ/ | U+10D00 |
| 𐴁   | ـ𐴁ـ   | 𐴁𐴢     | BA          | b           | ب          | /b/      | U+10D01 |
| 𐴃   | ـ𐴃ـ   | 𐴃𐴢     | TA          | t           | ت، ط       | /t/      | U+10D03 |
| 𐴄   | ـ𐴄ـ   | 𐴄𐴢     | TTA         | th          | ٹ          | /ʈ/      | U+10D04 |
| 𐴅   | ـ𐴅ـ   | 𐴅      | JA          | j           | ج          | /ɟ/      | U+10D05 |
| 𐴆   | ـ𐴆ـ   | 𐴆      | CA          | ch          | چ          | /c/      | U+10D06 |
| 𐴇   | ـ𐴇ـ   | 𐴇𐴢     | HA          | h, h'       | ح، ه       | /h/      | U+10D07 |
| 𐴈   | ـ𐴈ـ   | 𐴈𐴢     | KHA         | h, kh       | خ          | /x/      | U+10D08 |
| 𐴉   | ـ𐴉ـ   | 𐴉𐴢     | FA          | f           | ف          | /f/      | U+10D09 |
| 𐴂   | ـ𐴂ـ   | 𐴂𐴢     | PA          | p           | پ          | /p/      | U+10D02 |
| 𐴊   | ـ𐴊ـ   | 𐴊𐴢     | DA          | d           | د، ض       | /d/      | U+10D0A |
| 𐴋   | ـ𐴋ـ   | 𐴋      | DDA         | dh          | ڈ          | /ɖ/      | U+10D0B |
| 𐴌   | ـ𐴌ـ   | 𐴌      | RA          | r           | ر          | /ɾ/      | U+10D0C |
| 𐴍   | ـ𐴍ـ   | 𐴍      | RRA         | ç           | ڑ          | /ɽ/      | U+10D0D |
| 𐴎   | ـ𐴎ـ   | 𐴎      | ZA          | z           | ز، ذ، ظ    | /z/      | U+10D0E |
| 𐴏   | ـ𐴏ـ   | 𐴏𐴢     | SA          | s           | س، ص       | /s/      | U+10D0F |
| 𐴐   | ـ𐴐ـ   | 𐴐𐴢     | SHA         | c           | ش          | /ʃ/      | U+10D10 |
| 𐴑   | ـ𐴑ـ   | 𐴑      | KA          | k           | ک، ق       | /k/      | U+10D11 |
| 𐴒   | ـ𐴒ـ   | 𐴒𐴢     | GA          | g           | گ          | /g/      | U+10D12 |
| 𐴓   | ـ𐴓ـ   | 𐴓𐴢     | LA          | l           | ل          | /l/      | U+10D13 |
| 𐴔   | ـ𐴔ـ   | 𐴔𐴢     | MA          | m           | م          | /m/      | U+10D14 |
| 𐴕   | ـ𐴕ـ   | 𐴕      | NA          | n           | ن          | /n/      | U+10D15 |
| 𐴖   | ـ𐴖ـ   | 𐴖𐴢     | WA          | v           | و          | /ʋ/, /v/ | U+10D16 |
| 𐴗   | ـ𐴗ـ   | 𐴗𐴢     | KINNA WA    | u           | و          | /u̯/      | U+10D17 |
| 𐴘   | ـ𐴘ـ   | 𐴘      | YA          | y           | ی          | /j/      | U+10D18 |
| 𐴙   | ـ𐴙ـ   | 𐴙𐴢     | KINNA YA    | i           | ی          | /i̯/      | U+10D19 |
| 𐴚   | ـ𐴚ـ   | 𐴚      | NGA = gan   | ng          | ڠ          | /ŋ/      | U+10D1A |
| 𐴛   | ـ𐴛ـ   | 𐴛      | NYA = nayya | ny          | نی         | /ɲ/      | U+10D1B |
| 𐴜   | ـ𐴜ـ   | 𐴜𐴢     | VA          | v           | ڤ          | /v/      | U+10D1C |

### واکه‌ها
|            | a   | i   | u   | e   | o    | سکون | نون غنّه ñ |
| ---------- | --- | --- | --- | --- | ---- | ---- | --------- |
|            | 𐴝   | 𐴞   | 𐴟   | 𐴠   | 𐴡    | 𐴢    | 𐴣         |
| آوانگاری   | /a/ | /i/ | /u/ | /e/ | /o/  | -    | /◌̃/       |
| معادل عربی | ◌َ   | ◌ِ   | ◌ُ   | ◌ࣦ   | ◌ࣤ، ◌ࣥ | ◌ۡ    | ں، تنوین  |

### حرکت‌گذاری
در الفبای حنیفی، ۴ حرکت از دو نوع وجود دارد. حرکت اول، تشدید است؛ که کاربرد آن مثل تشدید در الفبای عربی می‌باشد. این حرکت بر روی حروف هم‌خوان نوشته می‌شود. ۳ حرکت نیز «علامت نواخت» می‌باشند. از آن‌جا که زبان روهینگیا یک زبان نواخت‌بر است، به این معنی که معنی واژه با عوض شدن نواخت عوض می‌شود؛ گذاشتن این حرکات اجباری است. این ۳ حرکت بر روی واکه‌ها قرار می‌گیرند.
مثال، واژهٔ 𐴁𐴠𐴒𐴧𐴟𐴤𐴕 (بࣦگُّ࣪نۡ، beggún) (به معنای «هر، همه») هم حرکت تشدید (◌𐴧). دارد، هم حرکت نواخت (◌𐴤).
|              | تشدید   | نواخت کوتاه سطح بالا | نواخت بلند افت از بالا | نواخت بلند خیز به بالا |
| نام روهینگیا | توسی    | هاربای               | تِلا                    | تانا                   |
| ------------ | ------- | -------------------- | ---------------------- | ---------------------- |
|              | ◌𐴧       | ◌𐴤                    | ◌𐴥                      | ◌𐴦                      |
| آوانگاری     | /:/     | /˥/                  | /˥˩/                   | /˨˦/                   |
| معادل عربی   | ◌ّ       | ◌࣪ / ◌࣭                | ◌࣫ / ◌࣮                  | ◌࣬ / ◌࣯                  |
| معادل لاتین  | ◌◌ / bb | ◌́/á                  | ◌́◌/áa                  | ◌◌́/aá                  |

## اعداد و ارقام
در الفبای حنیفی، ارقام جدیدی برای نشان دادن اعداد صفر تا ۹ در نظر گرفته شده‌اند.
| نام    | سِفِ࣭رۡ     | اࣦکۡ      | دُیۡ      | تِنۡ      | سَیۡرۡ     | فَنسۡ     | سࣤ࣪       | حَ࣪نتۡ     | اَنشۡٹࣤ    | نࣤ       |
| نام    | 𐴏𐴞𐴉𐴞𐴥𐴌   | 𐴀𐴠𐴑     | 𐴊𐴟𐴘     | 𐴃𐴞𐴕     | 𐴏𐴝𐴙𐴌    | 𐴉𐴝𐴣𐴏𐴢   | 𐴏𐴡𐴥      | 𐴇𐴝𐴥𐴣𐴃𐴢   | 𐴀𐴝𐴣𐴐𐴄𐴡  | 𐴕𐴡      |
| نام    | sifír   | ek      | dui     | tin     | sair    | fañs    | só      | háñt    | añctho  | no      |
| رقم    | 𐴰       | 𐴱       | 𐴲       | 𐴳       | 𐴴       | 𐴵       | 𐴶       | 𐴷       | 𐴸       | 𐴹       |
| یونی‌کد | U+10D30 | U+10D31 | U+10D32 | U+10D33 | U+10D34 | U+10D35 | U+10D36 | U+10D37 | U+10D38 | U+10D39 |

## نمونه متن
ماده ۱ اعلامیه جهانی حقوق بشر
| الفبای عربی روهینگیا | الفبای حنیفی روهینگیا | الفبای لاتین روهینگیا | ترجمه فارسی |
| مَنُ࣪شۡ بࣦگُّ࣪نۡ اَزَدۡ حِ࣭سَفࣦ، اَرۡ عِزّࣤتۡ اَرۡدࣦ حࣤ࣪قۡ اࣤ࣪کّࣤلۡ اࣤ࣪تۡ، فُ࣪وَ࣪نَّ࣪ࢬ حِ࣭سَفࣦ فࣤیۡدَ اࣤ࣪یّࣦ. فࣤتِّ اِنۡسَ࣪نۡ اࣤ࣪تُّ هࣤنࣤ࣪ فࣤرࣤ࣪کۡ سَ࣪رَ࣪ عࣦلَنۡ اࣤتۡ اَسࣦ࣭دࣦ تَمَ࣪مۡ حࣤ࣪قۡ اࣤ࣪کّࣤلۡ اَرۡدࣦ اَزَدِ اࣤ࣪کّࣤلۡ لࣤیۡ فَ࣫یۡدَ࣪ گࣤرࣤ࣫نۡ اࣤ࣪رۡ حࣤ࣪قۡ اَسࣦ࣭. اَرۡ، تَرَ࣪رࣦ࣭ دِلۡ اَرۡدࣦ دࣦمَکۡ دِیࣦ࣭ اࣤ࣪تࣤ࣪لَّ، تَرَ࣪تُّ࣪ اࣦک زࣤنۡ لࣤیۡ اَرۡ اࣦکۡزࣤنۡ بَ࣪یۡ حِ࣭سَفࣦ مَامَلَ گࣤرࣤ࣫نۡ سَ࣬.‎ | .𐴔𐴝𐴕𐴟𐴤𐴞𐴐 𐴁𐴠𐴒𐴧𐴟𐴤𐴕 𐴝𐴎𐴝𐴊 𐴇𐴞𐴤𐴏𐴝𐴉𐴠,. 𐴝𐴌 𐴞𐴎𐴧𐴡𐴃𐴝𐴌𐴊𐴠 𐴇𐴡𐴤𐴑 𐴡𐴤𐴑𐴧𐴡𐴓 𐴡𐴤𐴃, 𐴉𐴟𐴤𐴝𐴞𐴕𐴧𐴝 𐴇𐴞𐴤𐴏𐴝𐴉𐴠 𐴉𐴡𐴞𐴊𐴝 𐴡𐴤𐴞𐴘𐴠. 𐴉𐴡𐴃𐴧𐴞𐴤 𐴞𐴕𐴏𐴝𐴤𐴕 𐴡𐴤𐴃𐴧𐴟 𐴇𐴡𐴕𐴡𐴤 𐴉𐴡𐴌𐴡𐴤𐴑. 𐴏𐴝𐴤𐴌𐴝 𐴠𐴓𐴝𐴕 𐴡𐴃 𐴀𐴏𐴠𐴤𐴊𐴠 𐴃𐴝𐴔𐴝𐴤𐴔 𐴇𐴡𐴤𐴑 𐴡𐴤𐴑𐴧𐴡𐴓 𐴝𐴌𐴊𐴠 𐴝𐴎𐴝𐴊𐴞 𐴡𐴤𐴑𐴧𐴡𐴓 𐴓𐴡𐴞 𐴉𐴝𐴥𐴞𐴊𐴝 𐴒𐴡𐴌𐴡𐴥𐴕 𐴡𐴤𐴌 𐴇𐴡𐴤𐴑 𐴝𐴌, 𐴃𐴝𐴌𐴝𐴤𐴌𐴠, 𐴊𐴞𐴓 𐴝𐴌𐴊𐴠 𐴊𐴠𐴔𐴝𐴑 𐴊𐴞𐴘𐴠𐴤. 𐴡𐴤𐴃𐴡𐴓𐴧𐴝, 𐴃𐴝𐴌𐴝𐴤𐴃𐴧𐴟 𐴠𐴑𐴎𐴡𐴕 𐴓𐴡𐴞. 𐴝𐴌𐴠𐴑𐴎𐴡𐴕 𐴁𐴝𐴤𐴞 𐴇𐴞𐴤𐴏𐴝𐴉𐴠 𐴔𐴝𐴧𐴔𐴠𐴓𐴝 𐴒𐴡𐴌𐴡𐴥𐴕 𐴏𐴝𐴦. | Manúic beggún azad hísafe, ar izzot arde hók ókkol ót, fúainna hísafe foida óiye. Fottí insán óttu honó forók sára elan ot aséde tamám hók ókkol arde azadi ókkol loi fáaida goróon ór hók asé. Ar, taráre dil arde demak diyé. Ótolla, taráttu ekzon loi arekzon bái hísafe maamela goróon saá. | همه انسان‌ها آزاد به دنیا می‌آیند و از نظر حیثیت و حقوق برابر هستند. آنها دارای عقل و وجدان هستند و باید نسبت به یکدیگر با روحیه برادری رفتار کنند. |